# Amyris monofoliaris
Amyris monofoliaris là một loài thực vật có hoa trong họ Cửu lý hương. Loài này được P.E. Sánchez mô tả khoa học đầu tiên.